# Резня Двойной десятки
Резня Двойной десятки, иногда известная как Инцидент Двойной десятки (яп. 双十節事件 со:дзю:сэтцу дзикен) — военное преступление японской оккупационной администрации Сингапура, совершённое во время Второй мировой войны 10 октября 1943 года. Японская военная полиция кэмпэйтай арестовала и подвергла пыткам и истязаниям 57 жителей города, обвинив их в помощи австралийским коммандос во время операции «Джейуик», прошедшей 26 сентября. В результате диверсии на дно пошли семь кораблей; никто из арестованных на самом деле не участвовал в рейде и не знал о нём. 15 человек умерли в тюрьме Чанги. 21 сотрудник кэмпэйтай был осуждён трибуналом после войны: 8 человек казнены, семь оправданы, 6 получили тюремные сроки от 1 года до пожизненного лишения свободы.

## Предыстория
В 1943 году специальное отделение кэмпэйтай под командованием полковника Харудзё Сумиды расследовало дело о серии диверсий в Сингапуре — перерезаниях линий телефонной связи и поджоги складов. Сумида полагал, что саботажники действовали по указке заключённых тюрьмы Чанги, и начал готовиться к обыску в тюрьме с целью поимки заговорщиков.  Основным подозреваемым был чиновник Форин-офиса, барристер Роб Хили Скотт (англ. Rob Heeley Scott), который уже арестовывался за антияпонскую пропаганду. Однако ни Скотт, ни кто-либо ещё не участвовал в саботаже, равно как и в рейде, который привёл к событиям 10 октября — «Двойной десятки» (10 число 10 месяца, по аналогии с праздником Двух десяток в Китайской Республике).
28 сентября Скотту пришло сообщение от одного из его осведомителей в городе, что минувшим утром в гавани Сингапура диверсантами были подорваны шесть японских кораблей. Это была первая крупная диверсия в городе со времён его оккупации японцами. Потеря кораблей стала серьёзным ударом по престижу японцев, и Скотт сотоварищи предположили, что к этому причастны китайские партизаны, которые переправились в Сингапур из Британской Малайи через Джохорский пролив. Однако Сумида предполагал, что к этому причастны именно Скотт и его сокамерники из тюрьмы Чанги.

### Операция «Джейуик»
Операцией «Джейуик», имя которой присвоили название в честь известного освежителя воздуха, занимались не партизаны и не «пятая колонна», а профессиональные британские и австралийские военные из специального отряда «Z» под командованием подполковника Айвэна Лайона. Они отплыли из Западной Австралии в Сингапур на старом японском рыболовном судне MV Krait (по англоязычному названию змеи крайт). Добравшись до гавани, коммандос пересели на разборные байдарки и под прикрытием ночи приблизились к докам. Используя магнитные мины, они заминировали и подорвали шесть японских кораблей водоизмещением от 2 до 2,5 тыс. тонн каждый, а затем вернулись на «Крайт» и ушли обратно в Австралию. Японцы не могли представить, что кто-либо извне мог их атаковать, пройдя линии защиты, и свалили вину на китайских партизан, чьё руководство отдавало приказы из тюрьмы Чанги.

## Аресты и пытки

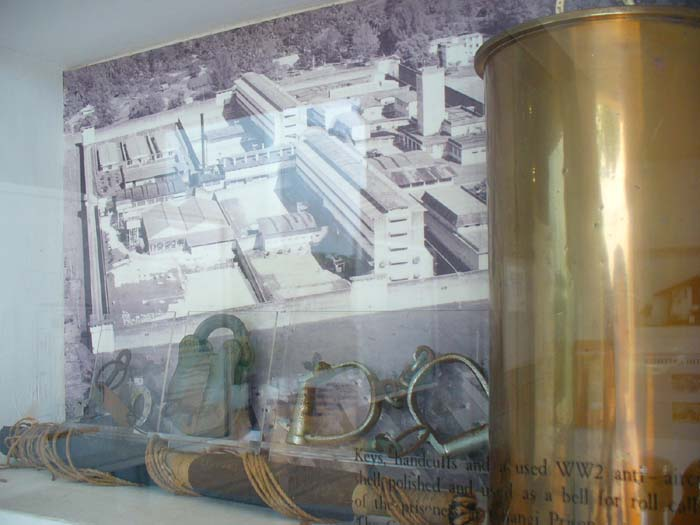
Выставка в музее Чанги личных вещей пленников

В ночь с 10 на 11 октября 1943 года японская администрация начала действовать, и в 9 часов заключённых вывели на построение, после чего были названы имена нескольких лиц, подлежащих аресту. Кэмпэйтай начали обыск тюрьмы, изъяв личные дневники с записью новостей, транслировавшихся по радио BBC, несколько самодельных радиостанций и оловянную банку с деньгами бывшего банкира. После этого ещё несколько человек были арестованы — в основном те, кто следил за новостями, приходящими с большой земли, и передавал их сокамерникам. В последующие месяцы начался настоящий террор: подозреваемых буквально силком вытаскивали из домов и с мест работы, бросая в изоляторы кэмпэйтай и подвергая жестоким допросам с пристрастием. Путём пыток и голод японцы пытались выбить признание из арестованных в саботаже и государственной измене, но поскольку никто не знал об операции «Джейуик», любое признание было лишь оговариванием, поскольку получить информацию японцы о диверсии просто не могли.

### Жертвы заключения
Элизабет Чой и её муж Чой Хунь Хэн руководили столовой в больнице Тань Ток Сэн, откуда всех больных и врачей затем перевели в госпиталь Мияко (ранее был больницей Вудбридж, ныне Сингапурский институт психического здоровья). Элизабет до войны преподавала в школе святого Андрея, а во время оккупации помогала узникам Чанги, передавая им деньги, одежду, лекарства и письма. Один из стукачей кэмпэйтай сказал, что семейство Чой незаконно ввозило деньги в тюрьму Чанги, и Хунь Хэн был арестован. Через несколько дней Элизабет отправилась в здание YMCA на Стэмфорд-роуд, чтобы узнать о судьбе мужа. Японцы отрицали, что что-либо о нём знают, а через три недель бросили её в тюрьму к другим узникам. Признаков присутствия Хунь Хэна не было, а узникам запрещалось друг с другом общаться, хотя епископ Джон Уилсон научил их языку жестов.
На первом допросе японцы сообщили Элизабет о подрыве кораблей и хотели выведать у неё местонахождение крупной суммы денег. Элизабет отрицала, что ей что-либо известно хоть о чём-нибудь из вышесказанного, однако японцы обвинили её во лжи и стали бить на допросах. Иногда её заставляли встать на колени на балки на полу, раздевали до пояса и привязывали к балкам так, что она не могла сдвинуться, а затем били током. Нередко это совершалось на глазах у её мужа. За девять месяцев тюремного заключения Элизабет потеряла около половины своего веса. Спустя семь дней после начала массовых арестов в тюрьму был брошен епископ Джон Уилсон, настоятель собора Святого Андрея: Уилсона посадили в камеру рядом с Элизабет. В течение трёх дней его избивали японцы, пока не поняли, что к заговору и подрыву в гавани Уилсон никакого отношения не имел. Однажды ночью Элизабет встретила измученного пытками Роба Скотта, которого пытали водой и приговорили к смертной казни — он вынужден был писать прощальное письмо. В итоге приговор изменили на шесть лет лишения свободы в тюрьме на Аутрем-роуд, где было подавлено восстание сипаев в 1915 году.
Элизабет продержали в тюрьме около 200 дней, и полицейские всячески издевались над ней, заставляя рассказывать о любом моменте из её жизни и допрашивая всех людей, которым так или иначе помогала Элизабет. После многочисленных допросов её всё же отпустили, а муж был осуждён на 12 лет тюрьмы. Запуганные японцами узники опасались разговаривать с Элизабет. За время допросов и пыток 15 человек умерло; выжившие же голодали, для них запрещалась любая культурная деятельность.

## Суд над преступниками

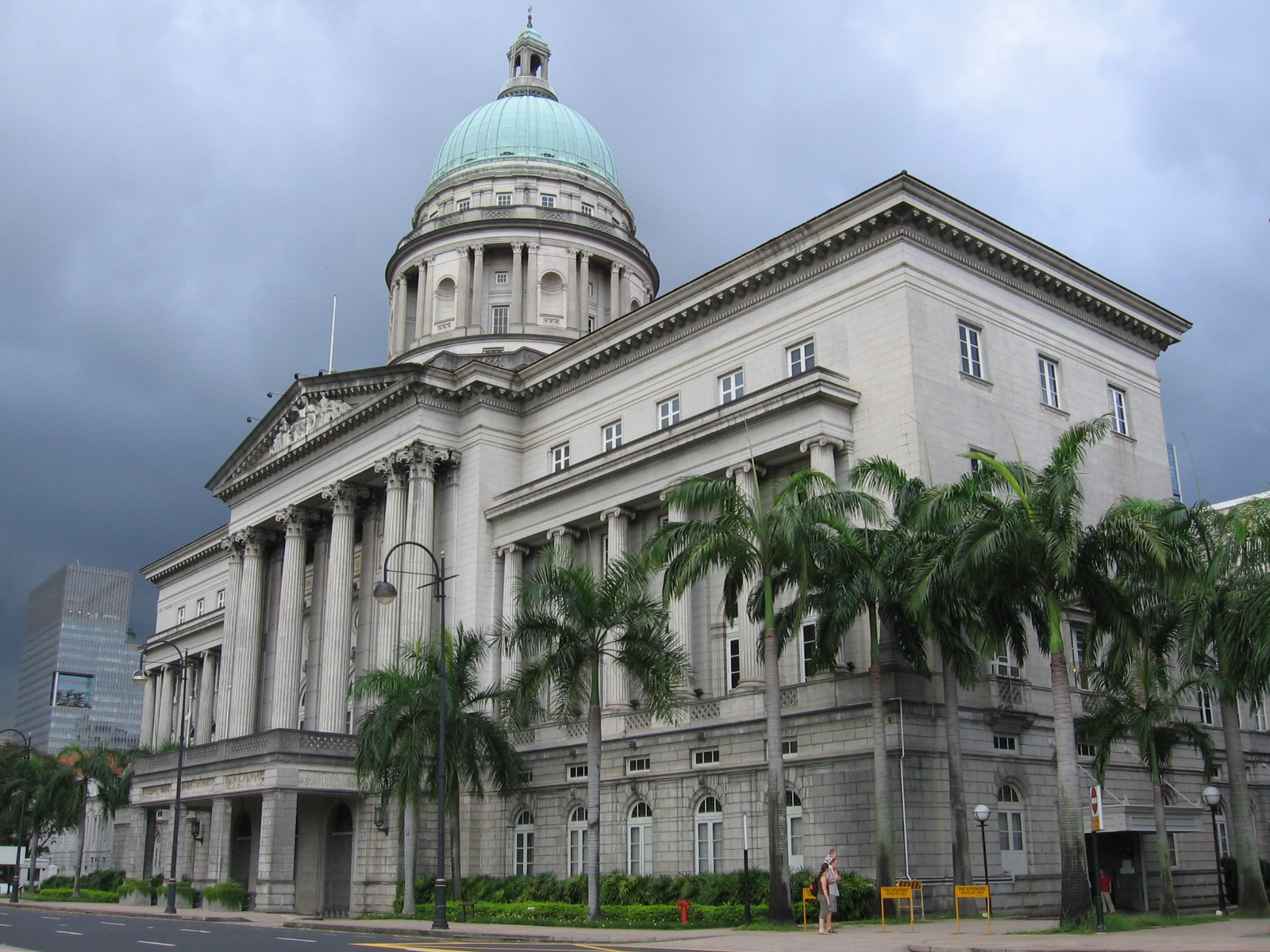
Старое здание Верховного суда Сингапура, где проводились показательные судебные процессы над преступниками

18 марта 1946 года состоялся судебный процесс над японскими военными преступниками. Главой трибунала был подполковник Сэмюэл Силкин, барон Силкин Далвичский. На скамье подсудимых оказался 21 сотрудник Кэмпэйтай, которых обвинили в пытках 57 невиновных гражданских лиц, приведших к смерти 15 человек. Через 21 день, 15 апреля 1946 года, суд приговорил восьмерых к повешению: среди повешенных оказался и Сумида. Три человека получили пожизненное лишение свободы, один — 15 лет, двум дали 8 лет тюрьмы. Остальные семеро были оправданы.
Элизабет Чой была награждена в 1946 году в Лондоне орденом Британской империи за заслуги перед обществом во время японской оккупации Сингапура.